# Ladja za težke tovore
Ladja za težke tovore je specializirana transportna ladja namenjena prevažanju tovorov velikih dimenzij, ki jih konvencionalne ladje ne bi mogle transportirati. Nekatere ladje se lahko deloma potopijo in tako dvignejo tovor, kot je npr. druga ladja ali naftna ploščad iz vode in ga transportirajo.